# 丰顺村站
丰顺村站（原名临江站）位于江苏省南通市海门市临江新区新丰村、丰顺村交界处，是宁启铁路上的一个会让站。
2015年3月，宁启铁路海门段动工，包括临江站。2015年5月，宁启铁路海门临江段进场作业。 2019年1月，车站随宁启铁路二期工程通车启用，2019年4月20日更名为丰顺村站。